# Sui iuris
Sui iuris, зазвичай також пишеться sui juris — латинська фраза, яка буквально означає «свого права». Її вживають як у цивільному, так і в канонічному праві для позначання 24 автономних церков, які разом складають Католицьку церкву. Також термін sui iuris вживають у Католицькому кодексі канонів Східних Церков (ККСЦ) для позначення 23 автономних східних католицьких церков (першою є західна — Латинська церква).

## Цивільний закон
У цивільному праві фраза sui juris вказує правову компетентність, здатність керувати своїм власним справам (Юридичний словник Блека, Оксфордський словник англійської мови). Це також вказує на особу, яка здатна пред'являти позов і/або його отримати від свого імені без необхідності ad litem. Це також відноситься до звичаєвих, унікальних прав, що надані винятково і (можливо) забезпечують нерівність, відповідно до прерогативи правових структур (які є додатково in personam)
У римському праві доглядач марнотратника (prodigus) або душевнохворого (furiosus), і, зокрема, той, хто бере на себе відповідальність adolescens, тобто особа sui juri, у віці старше pupillus, чотирнадцять чи дванадцять років (хлопчики і дівчатка, відповідно), і нижче повного віку двадцяти п'яти років. Такі особи були відомі, як неповнолітні, тобто,minores viginti quinque annis. У той час як тьютор, хранитель pupillus, як говорили, був призначений для догляду за персоною, куратор відповідав за право власності.
Англійське слово «автономний» (англ. autonomous) походить від давньогрецького αυτονόμος (от autos- власний, і nomos — закон), що відповідає латинському «sui iuris».

### УВійську Запорозькому
Згідно з привілеями Сигізмунда ІІ Августа та Стефана Баторія, козаки були повністю вільними та самоправними (Sui iuris) — такими, що не обтяжені послухом нікому, окрім їхнього гетьмана, якого вони самі собі обирають. Але вже устави Сейму Речі Посполитої 1590 року відбирали в козаків самоврядування, що викликало невдоволення і бунт серед козацтва.

### Інші приклади світського використання
Конгрес США є хорошим прикладом sui juris-базованої установи. Дві палати Конгресу збираються у сесії самі по собі, як це визначено в Конституції США (Двадцята поправка до Конституції США) 3 січня кожного року. Президент США не може скликати Конгрес для збирання на чергові сесії (хоча у нього є право скликати спеціальні сесії). У Сполучених Штатах законодавча влада не залежить від виконавчої (хоча є деяке розділення влади). Це відрізняється від багатьох парламентських систем, наприклад як Індія, де федеральний Парламент Індії може зібратися тільки лише якщо Президент Індії скличе його (за порадою Прем'єр-міністра). Це тому, що Конституція Індії великою мірою засновані на конвенціях британської монархії, в якій самовільне зібрання англійського парламенту без дозволу короля вважається зрадою.

## Використання у Католицькій Церкві
Церковні документи, такі як Кодекс Канонів Східних Церков, застосувують латинський термінsui iuris  для партикулярних церков, які разом складають Католицьку церкву. Найбільшою з «sui iuris», або автономних Церков є Латинська Церква. ЇЇ предстоятелем є папа римський, і його владу — в інших Церквах цей чин належить патріархові. Тому його також називали Патріархом Заходу (проте папа відмовився від цього титулу, натякаючи на протекторат над усім світом)
Інші Церкви, йменовані як східні католицькі церкви, у разі достатньої величини мають кожна з них свого власного патріарха чи іншого головного ієрарха, з владою над усіма єпископами цієї конкретної церкви чи обряду.
Той же термін застосовується також для місій, які хоч і не мають достатньої підтримки духовенства дляя створення апостольської префектури, але які з різних причин мають автономію, і, отже, не є частиною будь-якої єпархії, апостольського вікаріау або префектури. 2004 року було 11 таких місій: три в Атлантиці — Кайманові острови, острови Теркс і Кайкос та острів Святої Єлени, острів Вознесіння та Тристан-да-Кунья, два в Тихому океані — Фунафуті (Тувалу) і Токелау; і шість в Центральній Азії — Афганістан, Баку (Азербайджан), Киргизстан, Таджикистан, Туркменістан та Узбекистан.

### Приклади використання у Церкві
- Місії sui iuris
- "Католицькі церкви східного обряду не є «експериментальними» чи «провінційними» громадами; це sui iuris Церкви — Єдині, Святі, Соборні і Апостольські, з єдиною канонічною основою Кодексу Канонів Східних Церков, опублікованих папою Іваном Павлом II.
- Ієрархи Візантійської католицької митрополії Піттсбурга, в складі Сполучених Штатів Америки, які зібрані в Раду Ієрархів відповідно до Кодексу канонів Східних Церков.  [Архівовано 27 вересня 2011 у Wayback Machine.]
- "Було б також корисно для підготовки катехитичних каталогів, які "приймають до уваги особливий характер Східних Церков, так що біблійні та літургійні акценти, а також традиції кожної Церкви sui iuris в патрології, агіографії і навіть іконографії виділені в передачі катехизації (CCEO, can. 621, § 2) — папа Іван-Павло II  [Архівовано 27 вересня 2011 у Wayback Machine.]
- «Від імені Киргизстану Католікос І хотів би висловити подяку Святому Отцю за його молитви і за все, що він зробив для них: „… і за створення 'missioni sui iuris'в Центральній Азії, на спеціальній дорозі, фза довіру до 'Minima Societas Jesu'“, яким він доручив місію в Киргизстані»
- «…Промені, що виходять від єдиного Господа, сонце справедливості, що освітлює кожну людини (пор. Івана 1:9 [Архівовано 27 вересня 2011 у Wayback Machine.]),…, одержуваної кожною Церквою sui iuriss, має значення і нескінченну динаміку і є частиною загальної спадщини Церкви -Інструкція по застосуванню Літургійних Приписів Кодексу Канонів Східних Церков», випущена 6 січня 1996 року Конгрегацією Східних Церков  [Архівовано 23 вересня 2015 у Wayback Machine.].

### Церквиsui iuris
Термін «Церква sui iuris» використовується в CCEO для позначення автономних церков у католицькій громаді.
Церква sui iuris є «… громадою вірних християн, які об'єдналися за ієрархією відповідно до норми закону і які прямо або мовчазно визнані як sui iuris верховною владою Церкви» (CCEO.27). Термін sui iuris є інновацією CCEO (Codex Canonum Ecclesiarum Orientalium — Кодекс канонів Східних Церков), і це означає відносну автономію східних католицьких Церков. Цей канонічний термін містить велику кількістю юридичних нюансів, і вказує на Богом дану місію східних католицьких церков збереження їх родового автономного характеру. І автономія цих церков є такою в тому сенсі, що вони знаходяться під верховною владою Римської Церкви.

#### Категорії східних церковsui iuris
Відповідно CCEO східні католицькі церкви sui iuris поділяються на чотири категорії:

##### Патріарші церкви
Патріархальна церква — це зріла форма Східної католицької церкви. Це об'єднання вірних християн, об'єднаних Патріаршою ієрархії. Патріарх разом з Архієрейським Синодом має законодавчі, судові та адміністративні повноваження у межах юрисдикції території патріархальної церкви, без шкоди для тих повноважень, законно наданих римським понтифіком (CCEO 55-150). Серед Східних Католицьких Церков є наступні церкви патріаршого статусу:
1. Коптська католицька церква (1741): Каїр, (163 849), Єгипет
2. Маронітська церква  об'єднання переутверджене 1182): Бкерк, (3105278), Ліван, Кіпр, Йорданія, Ізраїль, Палестина, Єгипет, Сирія, Аргентина, Бразилія, США, Австралія, Канада, Мексика
3. Сирійська католицька церква  [Архівовано 7 вересня 2011 у Wayback Machine.] (1781): Бейрут, (131 692), Ліван, Ірак, Йорданія, Кувейт, Палестина, Єгипет, Судан, Сирія, Туреччина, Сполучені Штати і Канаду, Венесуелу
4. Вірменська католицька церква  [Архівовано 7 вересня 2020 у Wayback Machine.] (1742): Бейрут, (375 182), Ліван, Іран, Ірак, Єгипет, Сирія, Туреччина, Йорданія, Палестина, Україна, Франція, Греція, Латинська Америка, Аргентина, Румунія, США, Канада, країни Східної Європи
5. Халдейська католицька церква  [Архівовано 2 лютого 2012 у Wayback Machine.] (1692): Багдад, (418 194), Ірак, Іран, Ліван, Єгипет, Сирія, Туреччина, Сполучені Штати
6. Мелькітська греко-католицька церква  [Архівовано 3 вересня 2011 у Wayback Machine.] (1726): Дамаск, (1346635), Сирія, Ліван, Йорданія, Ізраїль, Єрусалим, Бразилія, США Штатах, Канада, Мексика, Ірак, Єгипет та Судан, Кувейт, Австралія, Венесуела, Аргентина

##### Церкви верховного архиєпископства
Церкви верховного архієпископства є східними церквами, які управляються верховними архієпископами, яким допомагає Архієрейський Синод. Ці церкви також мають майже такі ж права і обов'язки, як і Патріарші Церкви. Верховний архієпископ — це митрополичий титул, що визначається або визнається авторитет Верховним владикою Церкви, який головує по всій Східній Церкві sui iuris, і який не відрізняється від патріаршого титулу. Як говориться в CCEO, положення про патріарші церкви або патріархів можливо застосовувати до верховного архієпископа церкви та таких же церков, якщо загальний закон прямо не передбачає інше або цього не видно з характеру питання "(CCEO.151, 152).
Нижче наведені основні Церкви верховного архієпископства:
1. Сиро-маланкарська католицька церква  [Архівовано 28 вересня 2012 у Wayback Machine.] (1930): Трівандрум, (412 640), Індія, Сполучені Штати Америки
2. Сиро-малабарська церква  [Архівовано 23 липня 2011 у Wayback Machine.] (1663): Ернакулам, (3902089), Індія, Близький Схід, Європа і Америка
3. Румунська греко-католицька церква  [Архівовано 26 червня 2001 у Wayback Machine.] (1697): Блаж, (776 529), Румунії, Сполучених Штатів Америки
4. Українська греко-католицька церква  [Архівовано 25 січня 2009 у Wayback Machine.] (1595): Київ, (4223425), Україна, Польща, США, Канада, Велика Британія, Австралія, Німеччина та Скандинавія, Франція, Бразилія, Аргентина

##### Митрополичі церкви
Це церкви sui iuris, які управляються митрополитом. «Митрополичі церкви sui iuris очолюються митрополитом, який визначається римським понтифіком, і якому допомагає рада ієрархів відповідно до норми закону» (CCEO. 155 § 1). Є наступні митрополичі церкви:
1. Етіопська католицька церква  (1846): Аддис-Абеба, (208 093), Ефіопія, Еритрея
2. Русинська греко-католицька церква  [Архівовано 23 березня 2021 у Wayback Machine.] (1646) — sui juris митрополія , єпархія  [Архівовано 11 березня 2013 у Wayback Machine.], і апостольський екзархат  [Архівовано 29 березня 2021 у Wayback Machine.]: Ужгород, Піттсбург, (594 465), Сполучені Штати, Україна, Чехія
3. Словацька греко-католицька церква (1646): Пряшів, (243 335), Словаччина, Канада

##### Іншіsui iurisцеркви
Крім вищезгаданих трьох форм sui iuris церков, є й інші sui iuris церковні громад. Це «Церкви sui iuris, які не є ні патріаршими, ні архієпископськими, ні митрополичими, і покладається на ієрарха, який головує в ній відповідно до норм звичаєвого і особливого права, встановленого римським понтифіком» (CCEO. 174). Ці церкви зараз мають такий статус:
1. Албанська греко-католицька церква (1628) — апостольська адміністрація: (3510), Албанія
2. Білоруська греко-католицька церква (1596) — ієрархія в наш час[коли?] не встановлена: (10000), Білорусь
3. Болгарська греко-католицька церква  (1861) — апостольський екзархат: Софія, (10107), Болгарія
4. Греко-католицька церква Хорватії та Сербії  (1611) — єпархія та апостольський екзархат: Крижевці, Руски Крстур (21480) (22653), Хорватія, Сербія, Чорногорія
5. Греко-візантійська католицька церква  [Архівовано 28 вересня 2011 у Wayback Machine.] (1829) — два апостольських екзархати: Афіни, (2325), Греція, Туреччина
6. Угорська греко-католицька церква  [Архівовано 15 березня 2016 у Wayback Machine.] (1646) — єпархія та апостольський екзархат: Ньїредьгаза, (290 000), Угорщині
7. Італо-албанська католицька церква (ніколи не відділена) — дві єпархії та територіальне абатство: (63240), Італія
8. Македонська греко-католицька церква (1918) — апостольський екзархат: Скоп'є, (11491), Македонія
9. Російська греко-католицька церква  [Архівовано 22 листопада 2012 у Wayback Machine.] (1905) — два апостольських екзархату, в наш час[коли?] без будь-яких відомих ієрархів: Росія, Китай, в наш час[коли?] близько 20 парафій і громад, розкиданих в усьому світі, у тому числі п'ять у самій Росії, на відповідальності єпископів з інших юрисдикцій.